# ペリカン石鹸
株式会社ペリカン石鹸（ペリカンせっけん、英文名称Pelican Soap Co.,Ltd.）は、東京都港区に本社を置き、化粧品や石鹸の製造販売を行う企業。自社ブランドのほか、他の化粧品会社からの受託生産やホテル向けアメニティグッズ、百貨店ブランドの贈答品の製造も行っている。

## 概要
1947年に剛華方が個人で創業、1949年に株式会社東花として法人化した後、1964年から株式会社ペリカン石鹸を社名としている。1970年代にはギフト用の化粧石鹸メーカーとして知られるようになり、百貨店を中心に同社の製品が全国で販売されるようになった。
2010年代以降、背中や臀部といった体の部位別の専用石鹸などの独自性の強い商品や他社とのコラボ商品開発を進めており、2022年には同名の漫画作品を原作とするテレビドラマ「あせとせっけん」内に登場する石鹸を再現した商品を販売している。
1998年に埼玉県春日丘工業団地に立ち上げた工場では、自社商品のほか、他社ブランドのOEM生産も行っている。

## 主な製品
- 固形石鹸
- ボディソープ
- 泥炭石石鹸
- 入浴剤
- 化粧品
- ホテル向けアメニティグッズ
- OEM生産

## 事業所
- 本社 - 〒105-0003 東京都港区西新橋3-3-3
- 工場 - 〒369-1106 埼玉県深谷市白草台2909-77
- 大阪営業所 - 〒532-0011 大阪府大阪市淀川区西中島1-11-4
- 名古屋営業所 - 〒461-0037 愛知県名古屋市東区百人町56